# Гривенська
Гри́венська — станиця в Калінінському районі Краснодарського краю. Центр Гривенського сільського поселення,  куди також входять хутора Лебеді (1 717 мешканців (2006)) і Пригибський (478 мешканців).
Населення станиці — 4,7 тис. мешканців (2006), 5,1 тис. (2002).
Розташована на правому березі річки Протоки (рукав дельти Кубані), за 47 км північно-західніше станиці Калінінської. Рисові чеки. Рибальство.

## Історія
Станиця Новонижестеблієвська виникла у 1815 році, коли сюди переселилася частина мешканців чорноморської Нижестеблієвської станиці, що стала називатися Старонижестебліївська. Походження місцевої назви — Гривенська, що пізніше стає офіційною, має дві версії: на прізвище козака Гривні, чи то з діалектного збити гривку — отримати найкраще.

## Відомі особистості
В поселенні народився:
- Гільдунін Борис Костянтинович (1916—1989) —  радянський військовий інженер.